# Ескі-Імарет
Мечеть Ескі-Імарет (тур. Eski Imaret Camii) — культова споруда у Стамбулі, традиційно ототожнюється з храмом давнього візантійського монастиря Христа Пантепопта (Христос Всевидящий), який заснувала Анна Далассена, мати імператора Алексія І Комніна. Розташована на четвертому пагорбі, поблизу монастиря Пантократора (мечеть Зейрека). Є типовим хрестовокупольним храмом середньо-візантійської доби. Існують певні суперечки щодо його ідентифікації. Ряд дослідників ототожнюють мечеть із монастирем св. Константина (IX ст.).

## Історія
Дату будівництва храму неможливо визначити точно, проте, швидше за все, Анна Далассена побудувала монастир на початку правління свого сина, яке розпочалося в 1081 році. На основі доказів ми знаємо, що монастир Христа Пантепопта до 1187 року володів островами Лерос, Ліпсі та Фармаки, хоча неможливо з точністю назвати маєтки, які отримав монастир, а також оцінити їх реальний обсяг. Анна Далассена, як одна з наймогутніших особистостей імперії протягом першого десятиліття правління Алексія, робила багаті пожертви на монастир, який вона нещодавно збудувала. Особливо помітна турбота про монастир Христа Всевидячого, а також про монастир Мірелайон у Константинополі (збудованого імператором Романом І Лакапеном в 920—922 рр.), Сама Анна Далассена стала монахинею відразу після смерті чоловіка в липні 1067 року. Тут вона померла і була похована на початку XII ст.
Існування чернечого католикоса в жіночому монастирі Христа Всевидячого є унікальним у візантійській історії. Жоден інший монастир столиці та імперії з усіх, присвячених Христу, ніколи не мав цього епітету. Посвята церкви Христу Всевидячому мало як богословське, так і політичне підґрунтя, пов'язане із боротьбою за верховенство над візантійською аристократією в 1060-х і 1070-х роках.
Після захоплення Константинополя учасниками IV хрестового походу, монастир потрапив у руки бенедиктинців монастиря Сан-Джорджо-Маджоре, а після відвоювання міста візантійцями він повернувся в православні руки. Після османського завоювання церква була перетворена на мечеть, для потреб якої був побудований мінарет у південно-західному куті споруди. У будівлях монастиря розміщувались канцелярська школа та будинок для бідних (імарет — супова кухня, звідки походить турецька назва церкви) мечеті Фатіх — мечеті Мехмеда Завойовника (де колись знаходилась церква Святих Апостолів). Вважається, що деякі будівлі монастиря зазнали значних пошкоджень під час пожежі, хоча навіть мінарет османського періоду, крім фундаменту, сьогодні не зберігся. Пам'ятка була відновлена в 1970 році.

## Архітектура
Мечеть Ескі-Імарет — це хрестоподібна церква розміром 10 X 11 м — тристороння бема, нартекс та екзонартекс. Останній відноситься до епохи Палеологів, він замінив відкритий портик, який, ймовірно, був побудований невдовзі після завершення будівництва церкви наприкінці ХІ чи ХІІ століття. Особливий інтерес становить галерея з трьома відділами, розташована над нартексом, яка виходила в наву через потрійну аркаду. З галереї виходили в дві кімнати, розташовані над двома західними просторами нави; підлога цих кімнат розташовувалась вище, ніж у галереї. Північна та південна стіни галереї мали отвори — вікна чи двері — які, можливо, давали доступ до сходів чи зовнішніх споруд. Цистерна під церквою має подібний план до плану церкви.
Зовнішній вигляд будівлі був змінений, і не виключено, що деякі модифікації відбулися у візантійський період. Можливо, внаслідок цих змін з'явились похилі дахи бічних апсид, набагато нижчі, ніж основної апсиди. Бічні проходи були знесені в епоху Палеологів. Доступ до східних каплиць верхнього рівня і зовнішніх проходів дуже обмежені через стихійні реставрації у другій половині ХХ століття.
Церква поєднує елементи церковного будівництва доби Македонської династії з експериментами, які стануть типовими елементами комнінського церковного будівництва. Нові елементи видно в основному в оздобленні церкви. Заглиблені невеликі ніші, що формують стіни, будівництво центральної апсиди з нішами та вікнами, гофрований карниз купола із зубчастими рядами, цегляні кладки та використання каменю свідчать про еволюцію церковного будівництва XI століття.